# Олексиюк, Сергей Сергеевич
Сергей Сергеевич Олексиюк (укр. Сергій Сергійович Олексіюк; 19 апреля 1959 года, Оржев, Ровенская область — 27 января 2018 года, Ровно) — украинский государственный деятель, депутат Верховной рады Украины IV созыва (2002—2006).

## Биография
Родился 19 апреля 1959 года в селе Оржев.
В 1981 году окончил Украинский институт инженеров водного хозяйства по специальности «инженер-гидротехник».
С 1981 по 1982 год работал мастером ЖЭК № 2 Ровенского жилищно-эксплуатационного управления.
С 1982 по 1985 год был инженером Ровенского филиала института «Укргипроводхоз», затем инженером Ровенского областного отдела Института «Укржилремпроект». С 1985 по 1989 год являлся старшим инженером Ровенского отдела комплексного проектирования института «Укркоммунремдорпроект».
С 1989 года был участником движения «Народный рух Украины»
С марта 1995 года был главным редактором журнала «Волынь» (г. Ровно).
На парламентских выборах 1998 года был кандидатом в народные депутаты Украины III созыва по избирательному округу № 154 (Ровненская область), избран не был, набрав 20,28 % голосов и заняв 2 место среди 23 кандидатов (первое место занял Виталий Цехмистренко).
На парламентских выборах 2002 года был избран народным депутатом Украины IV созыва от Блок Виктора Ющенко «Наша Украина», с мая 2002 года по март 2005 года был членом фракции «Наша Украина», с марта 2005 года был членом фракции УНП, входил в состав комитета Верховной Рады по вопросам законодательного обеспечения правоохранительной деятельности. Будучи депутатом, являлся доверенным лицом Виктора Ющенко на президентских выборах 2004 года в 133 избирательном округе (Николаевская область)
Умер 27 января 2018 года.
Был женат, имел сына и дочь.